# Amblystegium simplicinerve
Amblystegium simplicinerve là một loài rêu trong họ Amblystegiaceae. Loài này được Lindb. mô tả khoa học đầu tiên năm 1879.